# Nusrat Djahan-moskeen
Nusrat Djahan-moskeen er den første danske moske, der blev opført til formålet af ahmadiyya-bevægelsen i Hvidovre 1967. Den blev primært etableret af danske konvertitter, men blev også anvendt af muslimer, der ikke tilhørte ahmadiyya-bevægelsen, indtil både Den Muslimske Verdensliga og den pakistanske stat i 1974 erklærede, at ahmadiyya stod udenfor islam.